# Афричка плава препелица
Афричка плава препелица (лат. Coturnix adansonii) је врста птице из рода препелица, породице фазанки.
Распрострањена је од Сијера Леонеа до Етиопије, на југу до Замбије и источно до Кеније. Селица је. Становник је травњака и поља, обично живи близу река или других вода у тропским регијама.

## Изглед
Дуга је 14-16.5 центиметара. Распон крила код мужјака је 78-82 милиметра, а код женки 80-84 милиметра. Мужјацима је реп дуг 26-32 милиметра, а женкама 29-31 милиметар. Тешка је 43-44 грама. Доста наликује кинеској препелици. Мужјак има смеђу главу, образе и рубове главе.

## Понашање
Има брз и директан лет. Није територијална и сматра се делимично селицом. Ова препелица храни се бројним врстама трава и семеном, орашастим плодовима, зеленом вегетацијом, инсектима и малим копненим мекушцима. Често ствара залихе сала након обилних оброка у припремама за селидбу.
Сезона парења јавља се током дужег временског периода, зависно од температуре и количине падавина. На пример, у Јужној Африци сезона парења траје од децембра до априла, док је у Уганди од маја до јула. Гнездо је начињено од траве и налази се у удубљењима у тлу. Број јаја у гнезду варира од шест до девет. Јаја су маслинасто-зелене или бледо жућкасто-смеђе боје и немају пегица на себи. Дуга су 24-9 милиметара, а широка 19-21 милиметар, док су тешка 4.5 грама. Инкубација траје најчешће 16 дана.

## Спољашне везе
- animaldiversity
- avibase